# Río Marjá

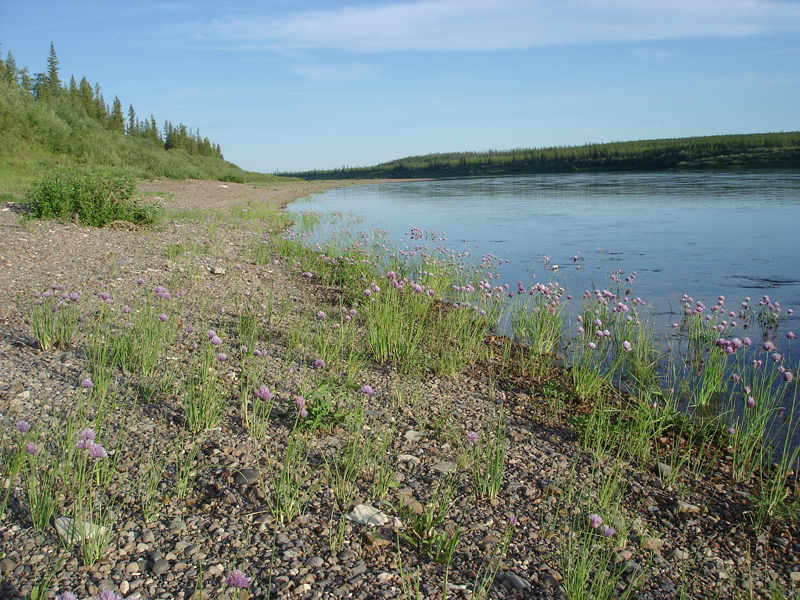
Otra vista del río desde la orilla, agosto de 2007

El río Marjá (también transliterado como Markha) en ruso: река Марха́ es un largo río ruso localizado en la llanura de Yakutia central, un afluente por la izquierda del río Vilyuy, a su vez, afluente por la izquierda del río Lena en su curso bajo. Tiene una longitud de 1.181 km y drena una cuenca de 99.000 km² (mayor que países como Hungría, Portugal o Corea del Sur).
Administrativamente, el río Marjá discurre por la República de Sajá de la Federación de Rusia.

## Geografía
Se origina en el extremo oriental de la meseta de Vilyuy y discurre en dirección sureste, en una zona bastante llana y pantanosa, cubierta de permafrost. Desemboca en el Vilyuy aguas abajo de la ciudad de Nyurba (9.900 hab. en 2007).
El río Marjá está helado desde finales de septiembre o principios de octubre, hasta finales de mayo o principios de junio. Como casi todos los ríos siberianos, sufre grandes inundaciones durante el verano, cuando el caudal medio puede superar los 7000 m³/s. En su curso, a pesar de los más de 1000 km de longitud, apenas hay centros urbanos, siendo uno de los más destacados Udachny (15.300 hab. en 2007), donde hay una importante explotación de diamantes.
El río Marjá es navegable desde la confluencia con el río Morkoka hasta su desembocadura. 
Sus principales afluentes son los siguientes:
- km 82: río Konontchan (Конончаан), por la izquierda, de una longitud de 213 km y una cuenca de 4770 km²;
- km 295: río Ulakhan-Dyukteli (Улахан-Дьюктели), de una longitud de 156 km y una cuenca de 2750 km²;
- km 424: río Nakyn (Накын), de una longitud de 174 km y una cuenca de 2210 km²;
- km 489: río Channja (Хання), por la izquierda, de una longitud de 398 km y una cuenca de 7740 km²;
- km 585: río Morkoka (Моркока), por la derecha, de una longitud de 841 km y una cuenca de 32 400 km²;
- km 766: río Marchara (Мархара), por la derecha, de una longitud de 232 km y una cuenca de 5920 km²;
- km 864: río Oldondo (Олдондо), por la derecha, de una longitud de 159 km y una cuenca de 1900 km²;
- km 944: río Daldyne (Далдын), por la izquierda, de una longitud de 138 km y una cuenca de  3380 km²;